# Länsväg 307
De Zweedse weg 307 (Zweeds: Länsväg 307) is een provinciale weg in de provincie Gävleborgs län in Zweden en is circa 36 kilometer lang.

## Plaatsen langs de weg
- Jättendal
- Bergsjö
- Hassela

## Knooppunten
- E4 bij Jättendal (begin)
- Länsväg 305 bij Hassela (einde)